# Feldhetman der polnischen Krone
Der Feldhetman der polnischen Krone (polnisch Hetman polny koronny) war nach dem Großhetman der polnischen Krone der zweithöchste Feldherr während der Personalunion von Polen-Litauen zwischen dem 15. und 18. Jahrhundert im Königreich Polen. Nach Gründung der Personalunion wurde sowohl in Litauen als auch in Polen der Posten des Feldhetman und des Großhetmans erschaffen. Diese Kommandoposten waren voneinander getrennt und konnten nicht von ein und derselben Person bekleidet werden. Der Begriff „Hetman“ leitet sich dabei von einer alten Form der heute gebräuchlichen Bezeichnung „Hauptmann“ ab.
Der polnische Feldhetman war in Friedenszeiten für die Bewachung der Grenzen des Königreiches Polen zuständig. Die Verteidigung der südöstlichen Grenze gegen die Kosaken und Tataren war seine Hauptaufgabe. Er blieb immer bei der Armee und führte in Friedenszeiten das Kommando.
Während einer Schlacht führte der Großhetman die Schlachtordnung an. Dem Feldhetman unterstand meist der schwächer besetzte Flügel der Angriffsformation um schnell eingreifen zu können.

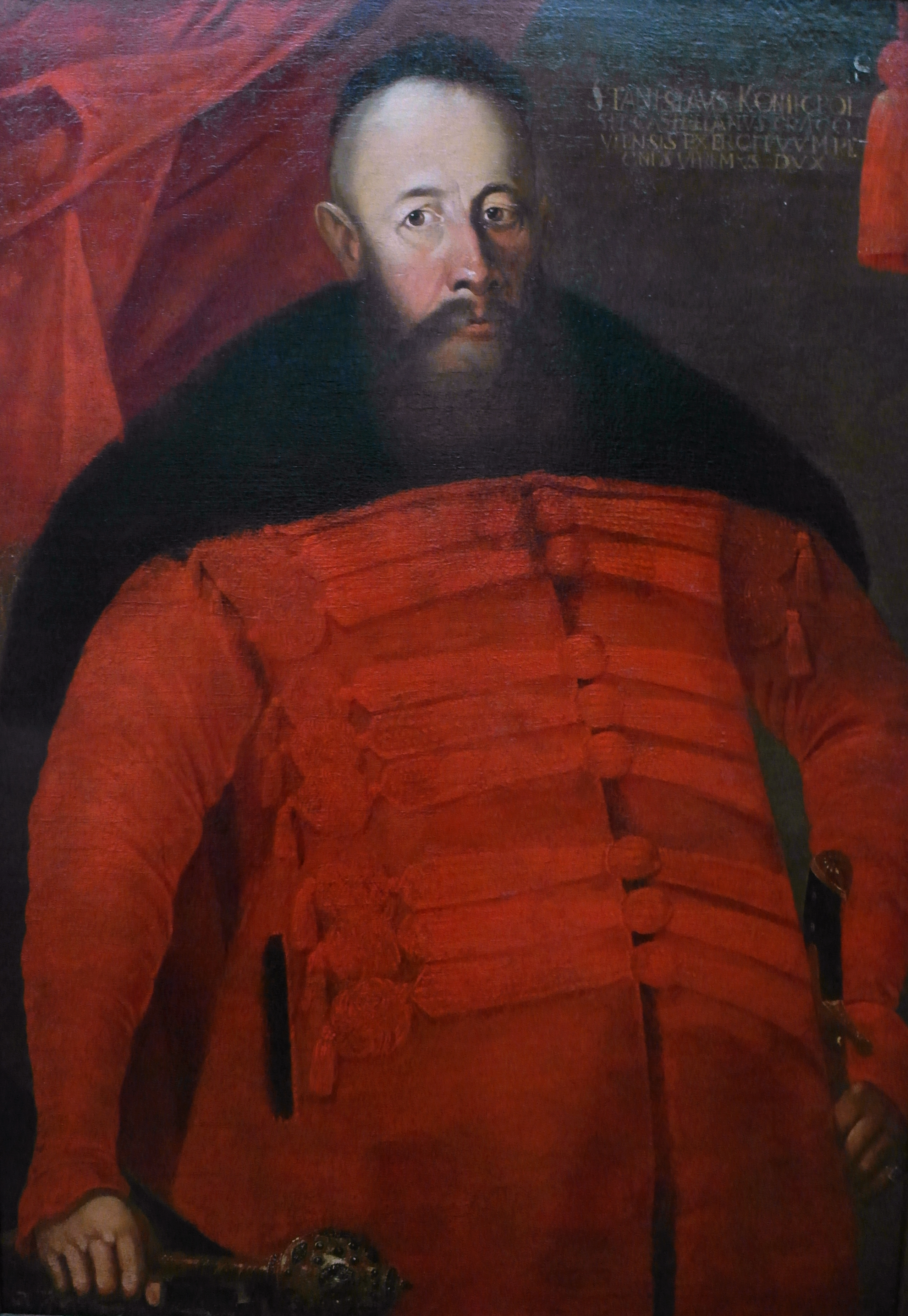
Stanislaw Koniecpolski

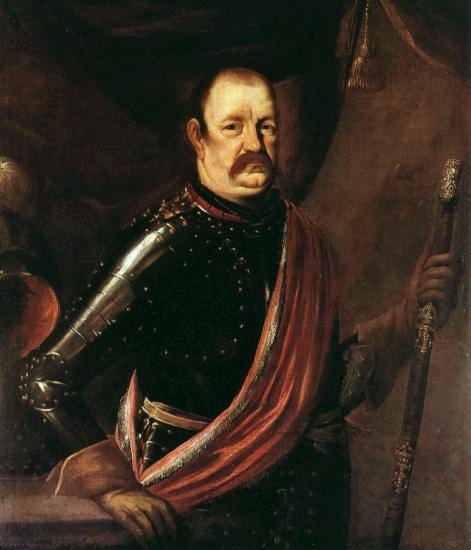
Jerzy Sebastian Fürst Lubomirski, den Hetmansstab in der linken Hand haltend

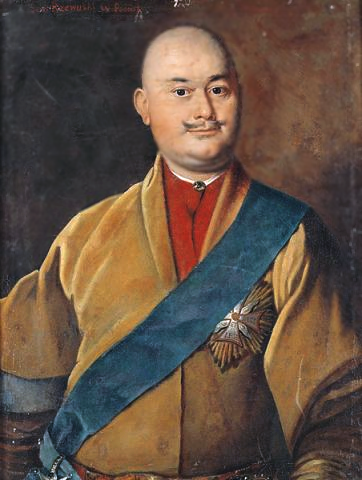
Seweryn Rzewuski, letzter Feldhetman der polnischen Krone

| Liste der Feldhetmane der polnischen Krone | Liste der Feldhetmane der polnischen Krone | Liste der Feldhetmane der polnischen Krone                                                                                                 |
| Ernennung                                  | Abdankung Tod                              | Name |
| ------------------------------------------ | ------------------------------------------ | --- |
| 1492                                       | 1499                                       | Stanisław Chodecki von Chodcza |
| 1499                                       | 1501                                       | Piotr Myszkowski |
| 1501                                       | 1505                                       | Stanisław Chodecki von Chodcza |
| 1505                                       | 1509                                       | Jan Kamieniecki |
| 1509                                       | 1520                                       | Jan Tworowski |
| 1520                                       | 1528                                       | Marcin Kamieniecki |
| 1528                                       | 1538                                       | Jan Koła von Dalejowa |
| 1539                                       | 1561                                       | Mikołaj Sieniawski – 1561 Ernennung zum Großhetman der poln. Krone                                                                         |
| 1561                                       | 1562                                       | Florian Zebrzydowski |
| 1562                                       | 1565                                       | Stanisław Leśniowolski |
| 1565                                       | 1569                                       | vakant |
| 1569                                       | 1569                                       | Jerzy Jazłowiecki – Er wurde mit den Aufgaben des Großhetmans betraut ohne formelle Ernennung (Tod 1575)                                   |
| 1569                                       | 1575                                       | vakant |
| 1575                                       | 1576                                       | Mikołaj Sieniawski |
| 1576                                       | 1584                                       | Jan Zborowski |
| 1584                                       | 1588                                       | vakant |
| 1588                                       | 1618                                       | Stanisław Żółkiewski – 6. Februar 1618 Ernennung zum Reichskanzler der polnischen Krone und zum Großhetman                                 |
| 1618                                       | 1632                                       | Stanisław Koniecpolski – 1632 Ernennung zum Großhetman                                                                                     |
| 1632                                       | 1633                                       | vakant |
| 1633                                       | 1636                                       | Marcin Kazanowski |
| 1636                                       | 1637                                       | vakant |
| 1637                                       | 1646                                       | Mikołaj Potocki – 1646 Ernennung zum Großhetman                                                                                            |
| 1646                                       | 1652                                       | Marcin Kalinowski 3. Juni 1652 in der Schlacht bei Batoh gefallen                                                                          |
| 1652                                       | 1654                                       | Stanisław „Rewera“ Potocki – 1654 Ernennung zum Großhetman                                                                                 |
| 1654                                       | 1657                                       | Stanisław Lanckoroński |
| 1657                                       | 1664                                       | Jerzy Sebastian Lubomirski – ab 1650 Marschall der Krone, 29. Dezember 1664 Verurteilung durch den Sejm und Entzug des Titels              |
| 1665                                       | 1665                                       | Stefan Czarniecki – nominiert am 2. Januar 1665 für Lubomirski, starb 16. Februar 1665                                                     |
| 1665                                       | 1666                                       | vakant |
| 1666                                       | 1668                                       | Jan Sobieski – 1668 Ernennung zum Großhetman                                                                                               |
| 1668                                       | 1676                                       | Dymitr Jerzy Wiśniowiecki – 1676 Ernennung zum Großhetman                                                                                  |
| 1676                                       | 1683                                       | Stanisław Jan Jabłonowski – 1683 Ernennung zum Großhetman                                                                                  |
| 1683                                       | 1683                                       | Mikołaj Hieronim Sieniawski – starb am 15. Dezember 1683                                                                                   |
| 1683                                       | 1684                                       | vakant |
| 1684                                       | 1691                                       | Andrzej Potocki – starb am 30. August oder 2. September 1691                                                                               |
| 1691                                       | 1692                                       | wakat |
| 1692                                       | 1702                                       | Feliks Szczęsny Potocki – 1. Mai 1702 Ernennung zum Großhetman, starb am 15. Mai 1702                                                      |
| 1702                                       | 1702                                       | Hieronim Augustyn Lubomirski – Ernennung am 8. Mai 1702, am 22. Mai 1702 Ernennung zum Großhetman nach dem Tod von Feliks Szczęsny Potocki |
| 1702                                       | 1706                                       | Adam Mikołaj Sieniawski – Ernennung zum Großhetman                                                                                         |
| 1706                                       | 1726                                       | Stanisław Mateusz Rzewuski – Ernennung zum Großhetman                                                                                      |
| 1726                                       | 1728                                       | Stanisław Chomętowski |
| 1728                                       | 1735                                       | vakant |
| 1735                                       | 1752                                       | Jan Klemens Branicki – 1752 Ernennung zum Großhetman                                                                                       |
| 1752                                       | 1773                                       | Wacław Rzewuski – 1773 Ernennung zum Großhetman                                                                                            |
| 1773                                       | 1774                                       | Franciszek Ksawery Branicki – 1774 Ernennung zum Großhetman                                                                                |
| 1774                                       | 1794                                       | Seweryn Rzewuski – 27. Januar 1792 Abschaffung des Feldhetmans der polnischen Krone.                                                       |